# Universidad de Alcalá (histórica)
La Universidad de Alcalá, Universidad Complutense o Universidad Cisneriana (Complutensis Universitas) fue la universidad que existió en la localidad española de Alcalá de Henares (perteneciente actualmente a la Comunidad de Madrid), desde su fundación por el cardenal Cisneros en 1499 hasta su traslado a Madrid en 1836. Durante los siglos XVI y XVII se convirtió en el gran centro de excelencia académica. En 1777, se la separó física y orgánicamente de su Colegio Mayor de San Ildefonso y se pasó a denominar Real Universidad de Alcalá, con sede en el antiguo edificio del Colegio Máximo de los Jesuitas de Alcalá de Henares. En 1836, la universidad se integró junto con las enseñanzas de los Reales Estudios de San Isidro y el Real Museo de Ciencias Naturales de Madrid en una única institución, creando así la Universidad Central de Madrid, que, con el paso del tiempo, se convirtió en la actual Universidad Complutense de Madrid.
En sus aulas enseñaron y estudiaron grandes maestros y hombres ilustres, como Antonio de Nebrija, Santo Tomás de Villanueva, Juan Ginés de Sepúlveda, san Ignacio de Loyola, Domingo de Soto, Ambrosio de Morales, Benito Arias Montano, Francisco Suárez, Juan de Mariana, Francisco Vallés de Covarrubias, Antonio Pérez, San Juan de la Cruz, Mateo Alemán, Lope de Vega, Francisco de Quevedo y Villegas, Pedro Calderón de la Barca, Melchor Gaspar de Jovellanos, Andrés Manuel del Río, Fray Diego Morcillo y Blas Ortiz, entre otros.

## Antecedentes:Studium Generale(1293-1499)

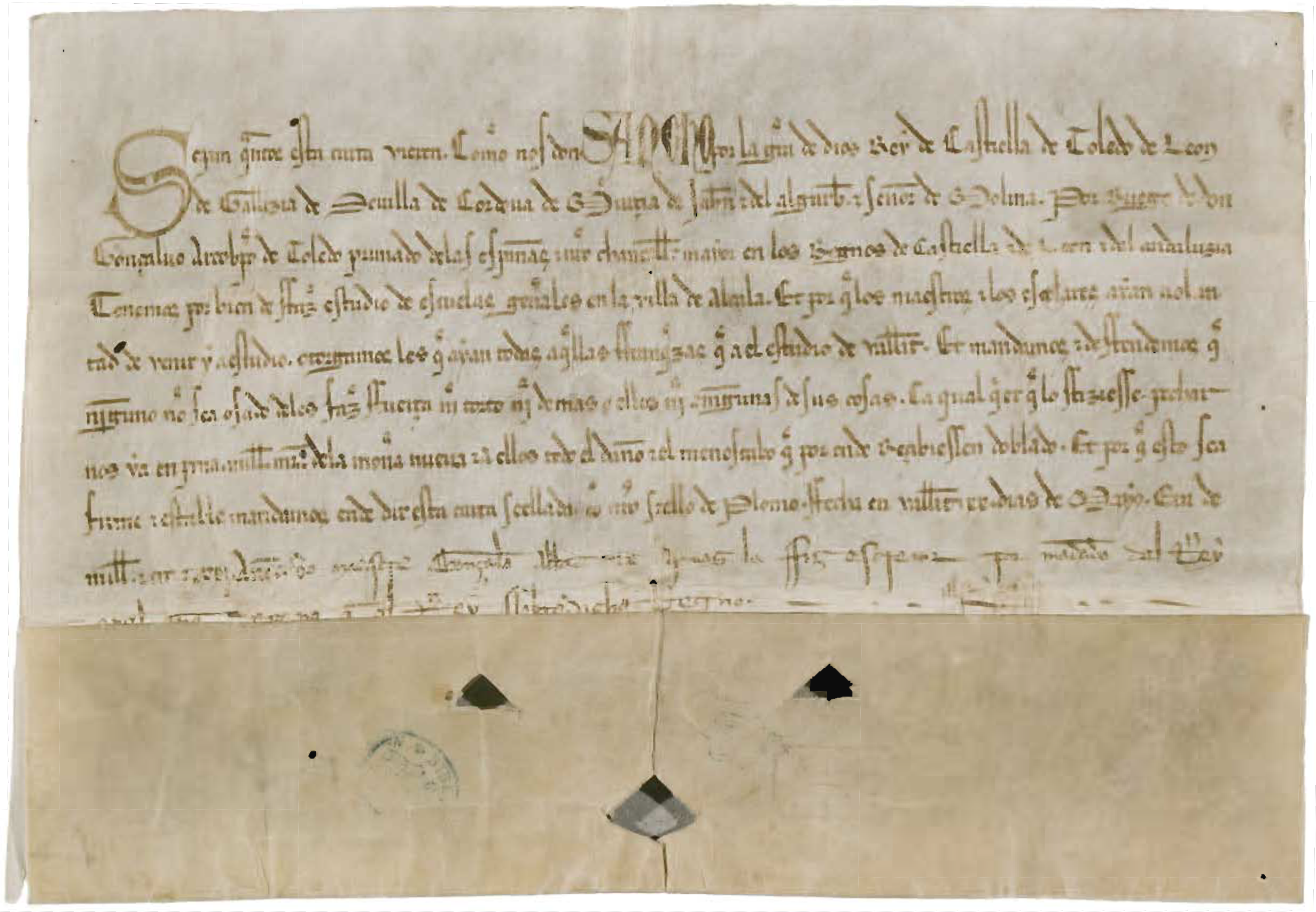
Privilegio promulgado por Sancho IV de Castilla para fundar los Estudios Generales de Alcalá de Henares (20/05/1293).

El 20 de mayo de 1293, el rey Sancho IV de Castilla otorgó licencia al arzobispo toledano García Gudiel para crear un Studium Generale (Estudio General, como entonces se denominaban los estudios universitarios) en Alcalá de Henares, "con las mismas franquezas para los maestros y escolares, que estaban concedidas al Estudio General de Valladolid". Estos estudios, si bien de manera bastante modesta, pervivieron a través del tiempo hasta enlazar con la refundación cisneriana. El 17 de julio de 1459, el papa Pío II otorgó una bula, solicitada por el arzobispo Alonso Carrillo de Acuña, "para la erección de tres Cátedras de Artes y Gramática en este estudio de Alcalá" en unas casas contiguas al convento de San Francisco, después denominado de San Diego. 
 Estas últimas cátedras, susbsistentes de aquel Estudio General del siglo XIII, fueron integradas por Cisneros en la "nueva" universidad.

## Cisneros, fundador de laComplutensis Universitas

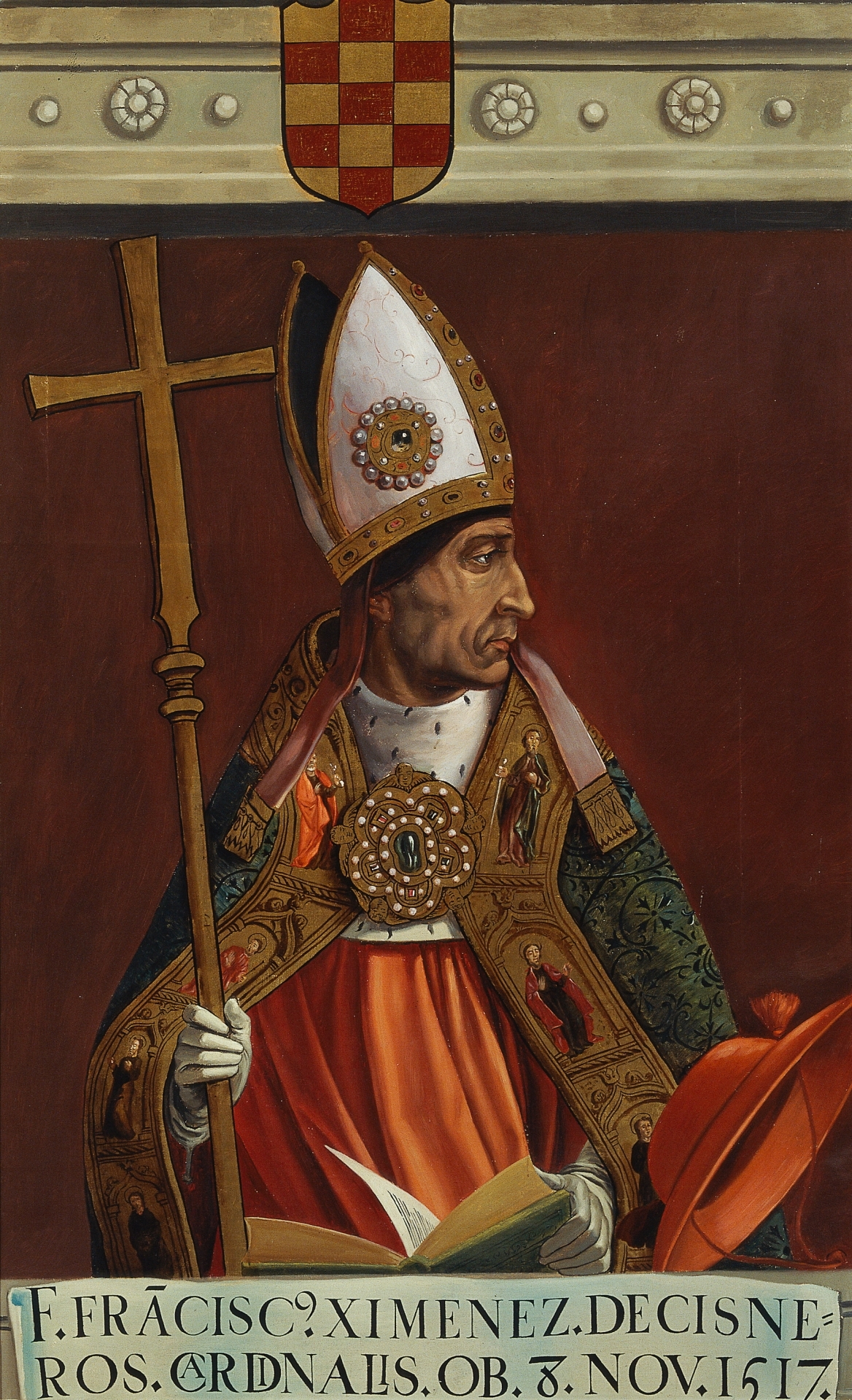
Cardenal Francisco Jiménez de Cisneros.

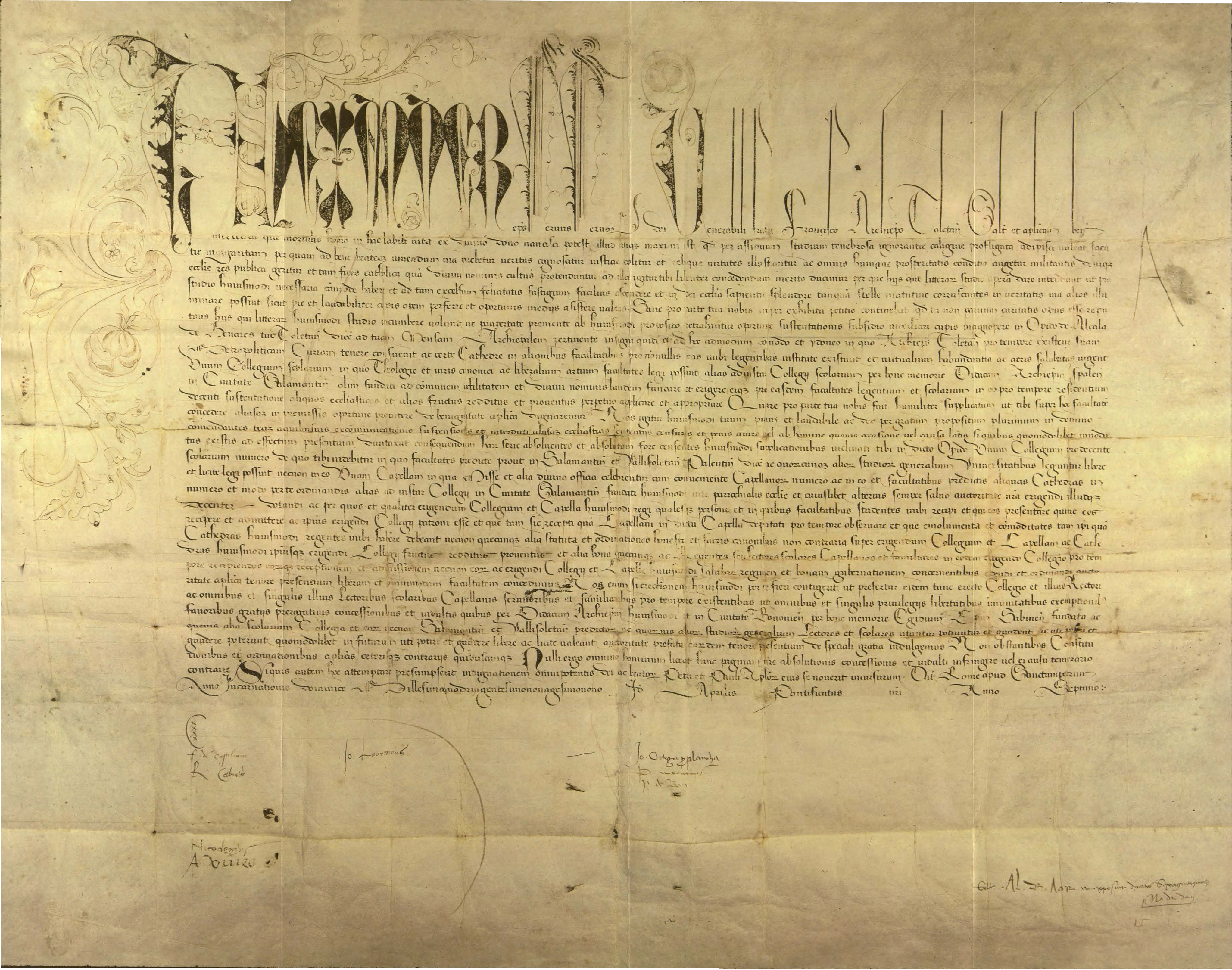
Bula de Alejandro VI autorizando la fundación de la Universidad de Alcalá (1499).

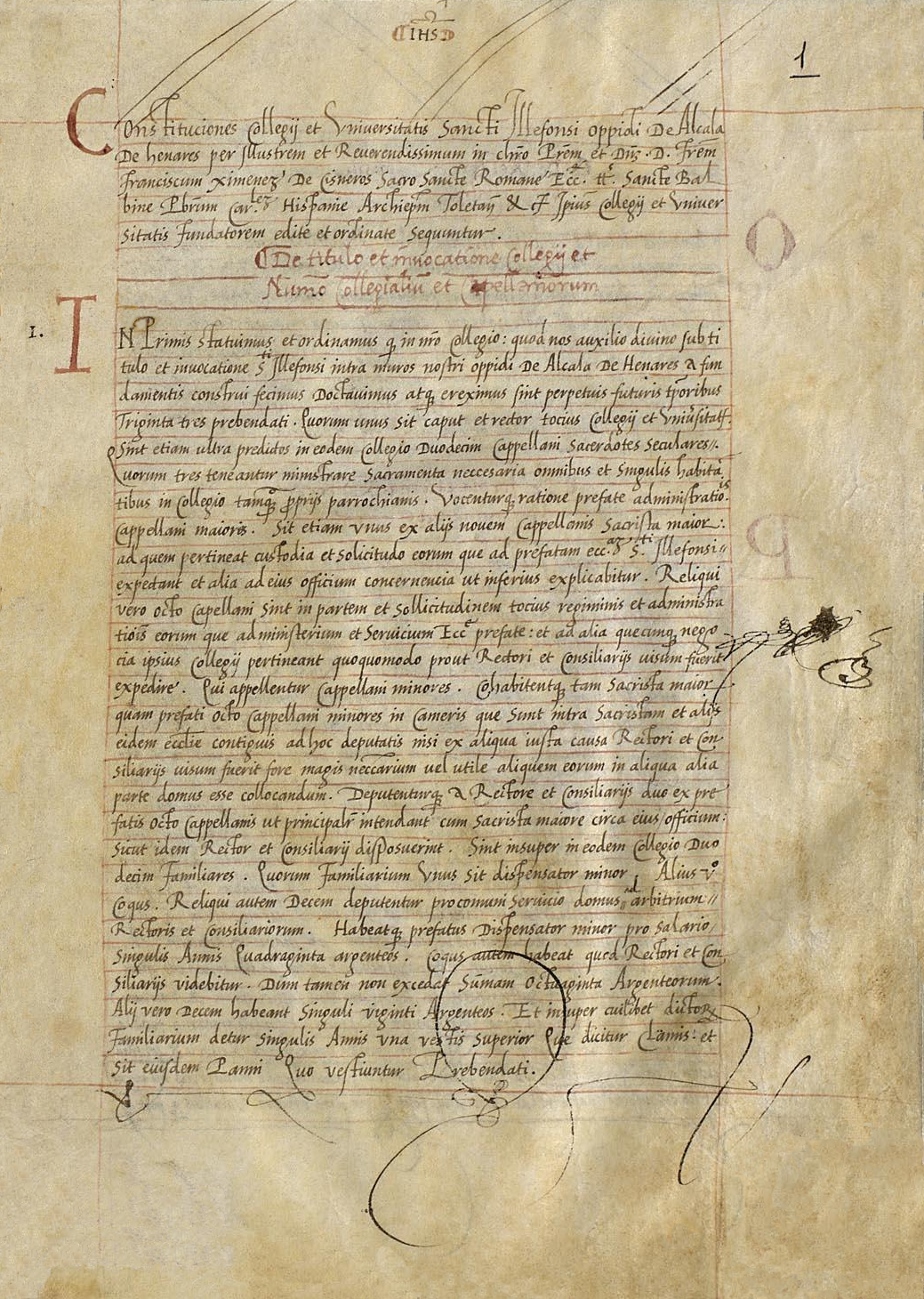
Constituciones originales en latín del Colegio Mayor de San Ildefonso (Francisco Jiménez de Cisneros, 22-01-1510).

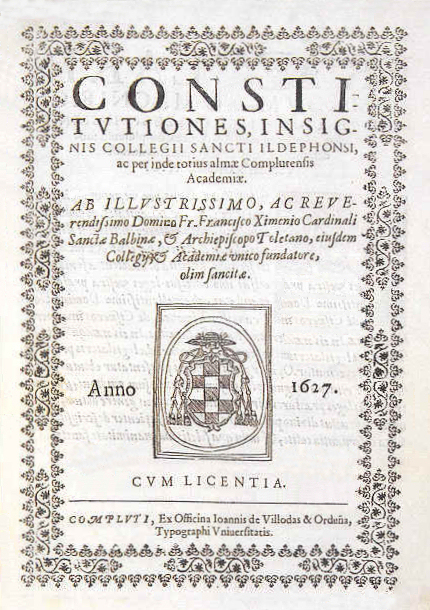
Constituciones de la Universidad de Alcalá, edición de 1627 en latín.

Cisneros, que había sido alumno del Estudio General, creó a partir de este la Complutensis Universitas (Universidad Complutense o de Alcalá o Cisneriana) mediante tres bulas pontificias concedidas por el papa Alejandro VI el 13 de abril de 1499.El término «complutense» proviene del nombre del asentamiento romano que da origen a la actual ciudad de Alcalá de Henares: Complutum, que se supone proviene del término confluvium (donde confluyen los ríos); si bien es esta una hipótesis cuestionada (el primer asentamiento de Complutum se hallaba en alto, apartado de cauces fluviales). Complutense es, por tanto, el gentilicio de Alcalá. 
Gracias a esta bula, el cardenal pudo fundar la institución, dotarla de todos los bienes materiales y económicos necesarios y se confirió oficialidad a los títulos expedidos por ésta. Con bastante antelación a la obtención de la bula pontificia, Cisneros había comenzado una vasta labor de compra de terrenos y construcción: la futura Civitas Dei, Ciudad de Dios, bajo un esquema innovador (el primer campus universitario ex-novo del mundo) que sería exportado a diferentes universidades.
La primera piedra del edificio se puso el 14 de marzo de 1501. La primera promoción de estudiantes no comenzó sus estudios hasta el 18 de octubre de 1508, festividad de San Lucas. Entre los alumnos de esa promoción se encontraba Tomás García Martínez, posterior arzobispo de Valencia, conocido como Santo Tomás de Villanueva.

## El proyecto educativo de Cisneros
En el curso 1509-1510 ya funcionaban cinco facultades: Artes y Filosofía, Teología, Derecho Canónico, Letras y Medicina. El 22 de enero de 1510, Cisneros dotó a su fundación de las «Constituciones del Colegio Mayor San Ildefonso», normativa reguladora de todos los asuntos de la comunidad universitaria, donde se especificaban los derechos y deberes de sus miembros.
Cisneros adecuó la universidad a la nueva época (la Edad Moderna), fomentando su participación activa en la sociedad y en las estructuras de poder, sin ser solo un centro exclusivo para el cultivo erudito del saber, como había estado recluido dentro de los muros de los conventos medievales. La creó con tres objetivos:
- religioso: institución de enseñanza para formar eclesiásticos que recuperasen los valores de la espiritualidad antigua perdidos durante el Medievo;
- político: la formación de cualificados letrados y obispos a las estructuras de gobierno, capaces de dirigir los complejos asuntos de la Monarquía Católica;
- cultural: la adecuación de la teología a los principios de la antigüedad clásica.

Los dos principales cargos de la Universidad eran el de rector, elegido entre los alumnos del Colegio Mayor de San Ildefonso, siendo la persona con máxima autoridad académica, ejecutiva, económica y jurisdiccional; y el canciller, asignado de forma vitalicia al abad de la Iglesia Magistral de los Santos Justo y Pastor, que otorgaba los grados académicos universitarios por la autoridad apostólica que ostentaba. Cargos con numerosos enfrentamientos a lo largo de toda la historia de la institución.
El plan de estudios de la Universidad de Alcalá la convierte en el estandarte del humanismo cristiano. La Teología fue el eje central de la formación, siendo subsidiarias el resto de disciplinas: Derecho canónico, Filosofía, Medicina, Gramática, Retórica y las lenguas bíblicas. La Facultad de Teología organizó sus tres principales cátedras atendiendo a las tres escuelas más importantes de enseñanza teológica del siglo XV europeo: escotismo, nominalismo y tomismo. Su magisterio se impartía en igualdad de condiciones, dotando a los alumnos de la posibilidad privilegiada, en tierras hispanas, de recibir una formación teológicamente amplia, sincrética y contrastada, sobre la base de la propia multiplicidad de los postulados defendidos.

## La organización de la Universidad
La estructura organizativa de la Universidad de Complutense se componía de:
- el Rector era la persona con máxima autoridad académica y jurídica. Era, también, el rector del Colegio Mayor de San Ildefonso al ser elegido anualmente entre sus colegiales becados, y a su vez lo era de toda la Universidad de Alcalá, es decir, de todos los colegios menores adscritos. Los colegios menores también elegían a su rector (en la práctica era un vicerrector) entre sus colegiales becados.[20]
- el Canciller o cancelario era la persona encargada de entregar los títulos académicos universitarios. Este cargo vitalicio le correspondía siempre al abad en la Iglesia de los Santos Justo y Pastor de Alcalá de Henares, por lo que ostentaba el título de "Magistral".[18]
- las capillas eran un órgano de gobierno colegiado. Se celebraban periódicamente tanto en el colegio mayor como en los menores, con el fin de tratar los asuntos fundamentales como la elección del rector y de los tres consiliarios, el nombramiento de los oficiales del colegio y la presentación de informes sobre el estado de la hacienda y de los pleitos.[21]
- los claustros eran un órgano colegiado específico de la universidad, que atendía todos los asuntos cotidianos que afectaban a esta institución.

Además, existían diferentes categorías de "oficiales" con tareas muy concretas:
- asuntos de gobierno del colegio: secretario de la capilla, visitadores de los colegios menores e informantes.
- de la administración de la hacienda: receptor, ecónomo, diputados de cuentas, tesorero y mayordomos
- de diversas cuestiones materiales: la atención del refectorio, la limpieza y mantenimiento de los edificios, la asistencia médica, etc.
- obligaciones gubernativas: secretario de la Universidad y consiliarios
- con la administración de justicia: conservador, asesor del rector, prior síndico, solicitador general, notario de la Audiencia Escolástica, alguaciles, procuradores y abogados
- actos universitarios diversos: maestro de ceremonias y bedeles
- y tareas de mantenimiento: tasador de las casas de los estudiantes, caseros y maestros de obras.

## Colegiales
La Universidad Complutense fue una academia exclusivamente para hombres, como era habitual en aquella época, salvo una excepción María Isidra de Guzmán y de la Cerda, que en 1785 obtuvo el grado de doctora y maestra en la Facultad de Artes y Letras humanas.
El Colegio Mayor de San Ildefonso fue su sede principal, y en el que se impartían las clases (siempre en latín). Los colegios menores, e incluso el colegio mayor, eran residencias universitarias.
Los colegiales se distinguían por su indumentaria. Los miembros de las órdenes religiosas, por sus correspondientes hábitos. En los colegios laicos generalmente se vestía con un bonete, un manto, una beca y la rosca (adorno circular cosido a la beca) diferenciándose entre ellos por el color de las telas.

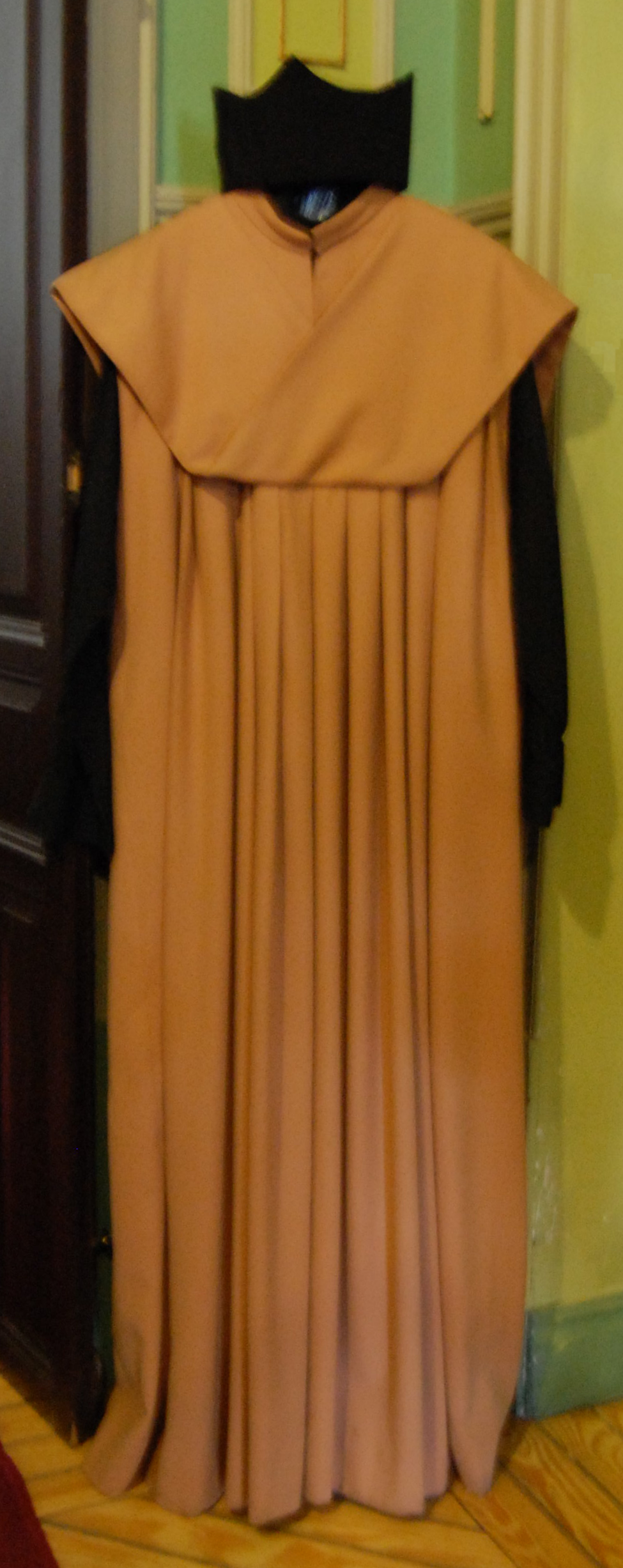
Indumentaria académica del Colegio Mayor de San Ildefonso.

| Colegio                                                             | Bonete   | Manto              | Beca               | Rosca | Otros                                       |
| ------------------------------------------------------------------- | -------- | ------------------ | ------------------ | ----- | ------------------------------------------- |
| Mayor de San Ildefonso                                              | sí       | canela             | canela             | sí    |                                             |
| de San Jerónimo o Trilingüe                                         | sí       | celeste            | granate            |       |                                             |
| de San Felipe y Santiago o del Rey                                  | sí       | pardo              | azul               | sí    |                                             |
| de San Juan Bautista o de los Vizcaínos                             |          | pardo              | negra              |       |                                             |
| de Santiago o de Manriques                                          |          | negro              | no                 | no    | una banda pendiente del hombro              |
| de San Jerónimo o de Lugo                                           |          | encarnado          | encarnada          |       |                                             |
| de Santa María de la Regla y de los Santos Justo y Pastor o de León |          | azul verdoso       | verde claro        |       |                                             |
| de Santa Catalina Mártir o de los Verdes                            |          | verde              | encarnada          |       |                                             |
| de San Clemente Mártir o de los Manchegos                           |          | azul               | leonada            |       |                                             |
| de San Lucas Evangelista o de Magnes                                |          | azul oscuro        | negra              |       |                                             |
| de Santa Justa y Santa Rufina o de Sevillanos                       |          | pardo              | parda              |       |                                             |
| de San Ciriaco y Santa Paula o de Málaga                            |          | teja, grana        | morada             |       |                                             |
| de San Martín y Santa Emerenciana o de Aragón                       |          | morado             | acanelada          |       |                                             |
| de los Santos Justo y Pastor o de Tuy                               |          | verde              | acanelada          | sí    |                                             |
| de la Inmaculada Concepción de Nuestra Señora                       | clerical | azul turquí oscuro | azul turquí oscuro |       | vestido interior negro y cuellecillo blanco |
| de Infantes o de los Seises                                         | rojo     | negro              | encarnada          | no    |                                             |

## Los colegios menores
La fundación cisneriana del Colegio Mayor de San Ildefonso fue acompañada de la de otros colegios denominados «menores». Cisneros decidió en 1513 la creación de seis nuevos colegios, en general de orden independiente, a diferencia de otros fundados con posterioridad vinculados a las órdenes religiosas, aunque con una cierta dependencia del Mayor, ya que a veces se cursaban en ellos los primeros años. Los colegios menores creados por el Cardenal Cisneros fueron:
- el Colegio de San Pedro y San Pablo, único vinculado a una orden religiosa, la franciscana, que era la fundadora;[26]
- el Colegio de la Madre de Dios (conocido como Colegio de los Teólogos) para estudiar Teología, aunque también destacaron en él los estudios de Medicina;
- el Colegio de Santa Catalina (conocido como de los Artistas —bachilleres en Artes— o de los Físicos) para estudiar la Física de Aristóteles;
- el Colegio de Santa Balbina (conocido como de los Lógicos) porque en él se cursaban esta y otras disciplinas filosóficas y teológicas, correspondientes a los primeros cursos de Artes;
- el Colegio de San Eugenio y el Colegio de San Isidoro (de los Gramáticos, tanto latinos como griegos), que en el siglo XVII se fundieron en uno solo llamado de Colegio de San Ambrosio.

Tras la muerte de Cisneros, a partir del segundo cuarto del siglo XVI empiezan a proliferar los colegios menores de las órdenes religiosas (agustinos, el Colegio-Convento de San Basilio de los basilios, carmelitas calzados y descalzos, cistercienses, clérigos regulares menores, dominicos, franciscanos, jesuitas, mercedarios calzados y descalzos, y trinitarios calzados y descalzos), de las órdenes militares, de diócesis (como el Colegio Menor de San Clemente Mártir o de los Manchegos), de fundación real (por Felipe II, como el de San Felipe y Santiago, llamado «del Rey»), y fundación privada (como el de Santiago o de los Caballeros Manriques, el de Santa Catalina Mártir o de los Verdes, el de San Ciriaco y Santa Paula o de Málaga, el Colegio Menor de San Jorge o de los Irlandeses), expandiendo la ciudad universitaria con una treintena de colegios menores.

## La academia bíblica
Durante los siglos XVI y XVII, la Universidad de Alcalá se transformó en el gran centro de excelencia académica. El prestigio de sus estudios, así como de sus maestros, la convirtió muy pronto en el modelo sobre el que se constituyeron las nuevas universidades en la América hispana, siendo además el principal foco del humanismo de España. Llegó también a ser una universidad de referencia en lo que al estudio de la Teología se refiere, contando en sus aulas con multitud de estudiantes de origen flamenco e irlandés.
El siglo XVIII, en medio de un contexto de cambio en los modelos educativos universitarios españoles, Gaspar Melchor de Jovellanos llegó a la Universidad de Alcalá dando un nuevo impulso a sus estudios. No obstante, ya se había desencadenado un proceso de decadencia universitaria progresivo, que se intentó frenar con diversas reformas. 

## Real Universidad de Alcalá (1777-1836)

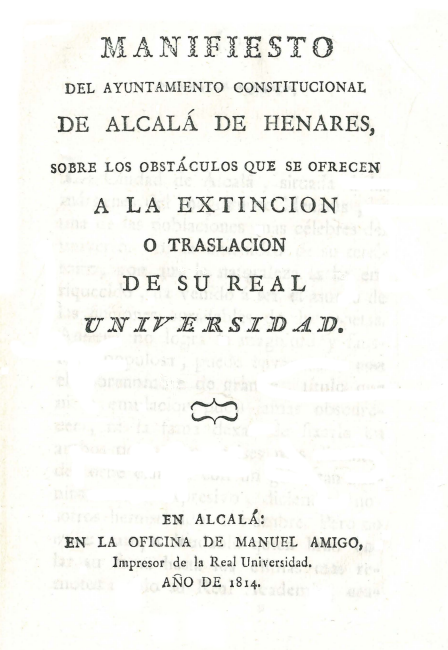
Manifiesto de 1814 del Ayuntamiento de Alcalá de Henares en contra de la extinción o traslado de la universidad.

En 1777 se separó el gobierno de la Universidad del poder del Colegio Mayor de San Ildefonso, mediante unos nuevos estatutos y el agrupamiento en 1779 de varios colegios menores en el nuevo Colegio Menor de la Inmaculada Concepción de Nuestra Señora. Además se trasladó, a la rebautizada Real Universidad de Alcalá, a una nueva sede en el antiguo edificio del Colegio Máximo de los Jesuitas de Alcalá de Henares.  En 1785 se confirió el grado de doctora en Filosofía, a la primera mujer que lo recibió en España, María Isidra de Guzmán y de la Cerda. El 5 de octubre de 1797 la Real Universidad de Alcalá regresó a su antigua sede en el Colegio Mayor, en la que permaneció definitivamente hasta su clausura en 1836.
En 1824, Francisco Tadeo Calomarde incorporó la Universidad de Sigüenza a la de Alcalá.

## Traslado a Madrid (1836)
En 1836, bajo el reinado de Isabel II, la universidad fue trasladada a Madrid, donde tomó el nombre de Universidad Central. El 2 de octubre de 1848, Vicente de la Fuente (último rector del Colegio de Málaga) fue comisionado para trasladar la biblioteca de la Universidad complutense a la Central de Madrid; en esta labor distribuyó, clasificó y colocó en el espacio de tres meses los 20 000 volúmenes que la formaban en el establecimiento que se abrió en Madrid, en la calle de San Bernardo, el 10 de enero de 1849. En 1970 adoptaría el nombre de Universidad Complutense de Madrid.
Los edificios que hasta entonces habían albergado la universidad del Cardenal Cisneros se subastaron y pasaron a manos particulares en 1845. El primer propietario de los bienes subastados fue un empresario de la seda llamado Joaquín Alcober, que pretendía establecer en el Colegio Mayor de San Ildefonso un criadero de gusanos de seda y un telar. Sus planes no se llevaron a cabo y vendió el complejo universitario, el cual terminó en manos de Javier de Quinto y Cortés (importante político y mecenas de la época, que sería ennoblecido por la reina Isabel II como conde de Quinto), quien se llevó de Alcalá gran parte de las obras de arte que decoraban la universidad, destruyendo otras (como el arco universitario). Ante la posibilidad de que el patrimonio inmobiliario de la universidad desapareciera, un grupo de vecinos complutenses creó en 1851 una sociedad por acciones para la protección y la conservación del patrimonio histórico, la Sociedad de Condueños de los Edificios que fueron Universidad. Hoy en día, los herederos de estos vecinos de Alcalá siguen siendo los propietarios de una parte importante de los edificios que antiguamente conformaron la universidad, la denominada Manzana Universitaria, los cuales se encuentran arrendados a la actual Universidad de Alcalá.

## Restauración universitaria en Alcalá de Henarés (1977)
Durante 1975, se establecieron en Alcalá algunas facultades dependientes de la Universidad Complutense de Madrid, con el objeto de descongestionarla. En 1977, se fundó, a partir de dichos centros, la «nueva Universidad de Madrid con sede en Alcalá de Henares».
 En 1981, con motivo de la sanción legal del escudo y del lema, se reconoció legalmente la denominación «Universidad de Alcalá de Henares». El 5 de noviembre de 1996 adoptó la denominación «Universidad de Alcalá».
La UNESCO, el 2 de diciembre de 1998, declaró Patrimonio de la Humanidad al recinto universitario e histórico de la ciudad de Alcalá de Henares.

## Alumnos y maestros ilustres

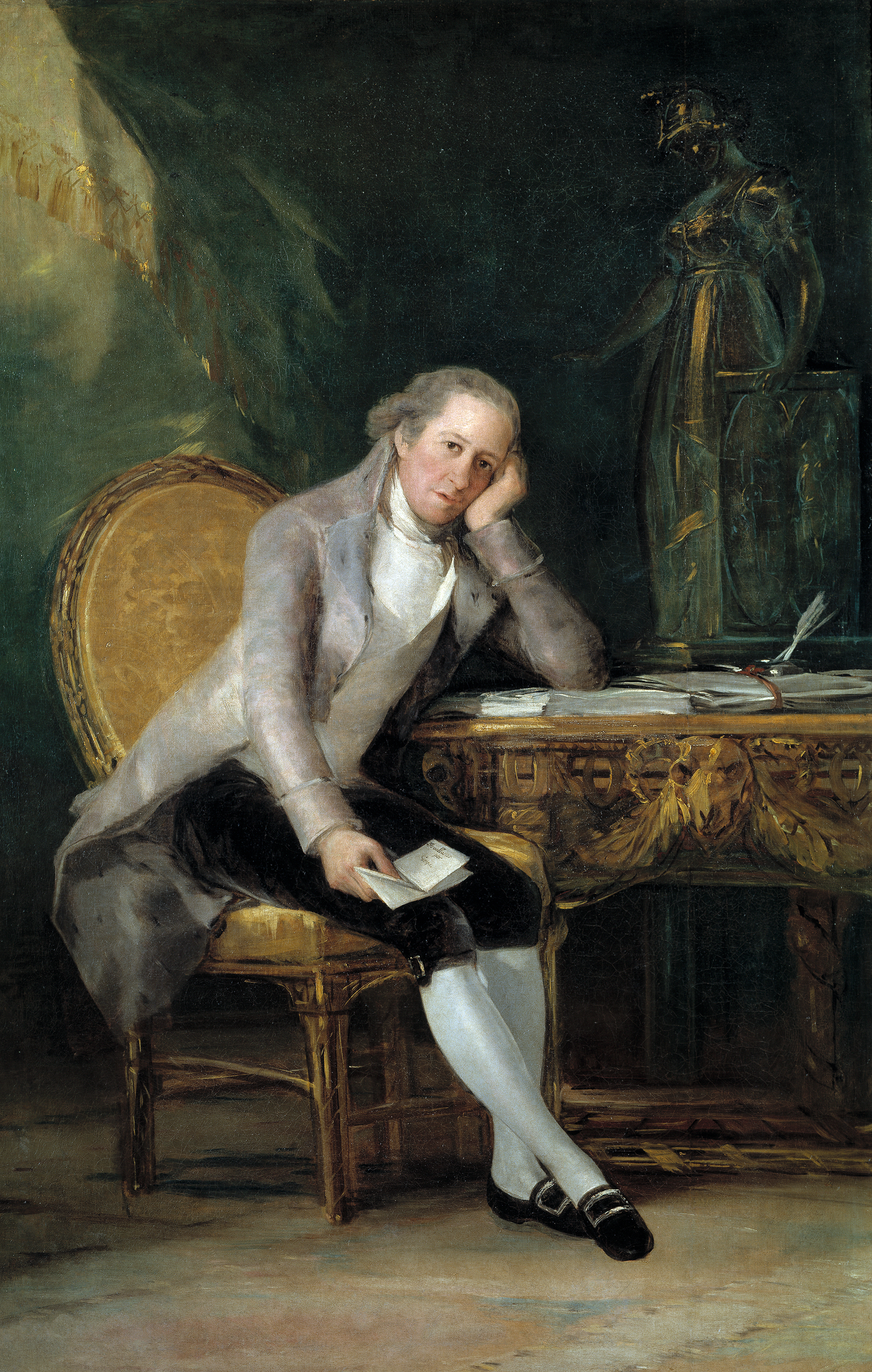
Gaspar Melchor de Jovellanos.

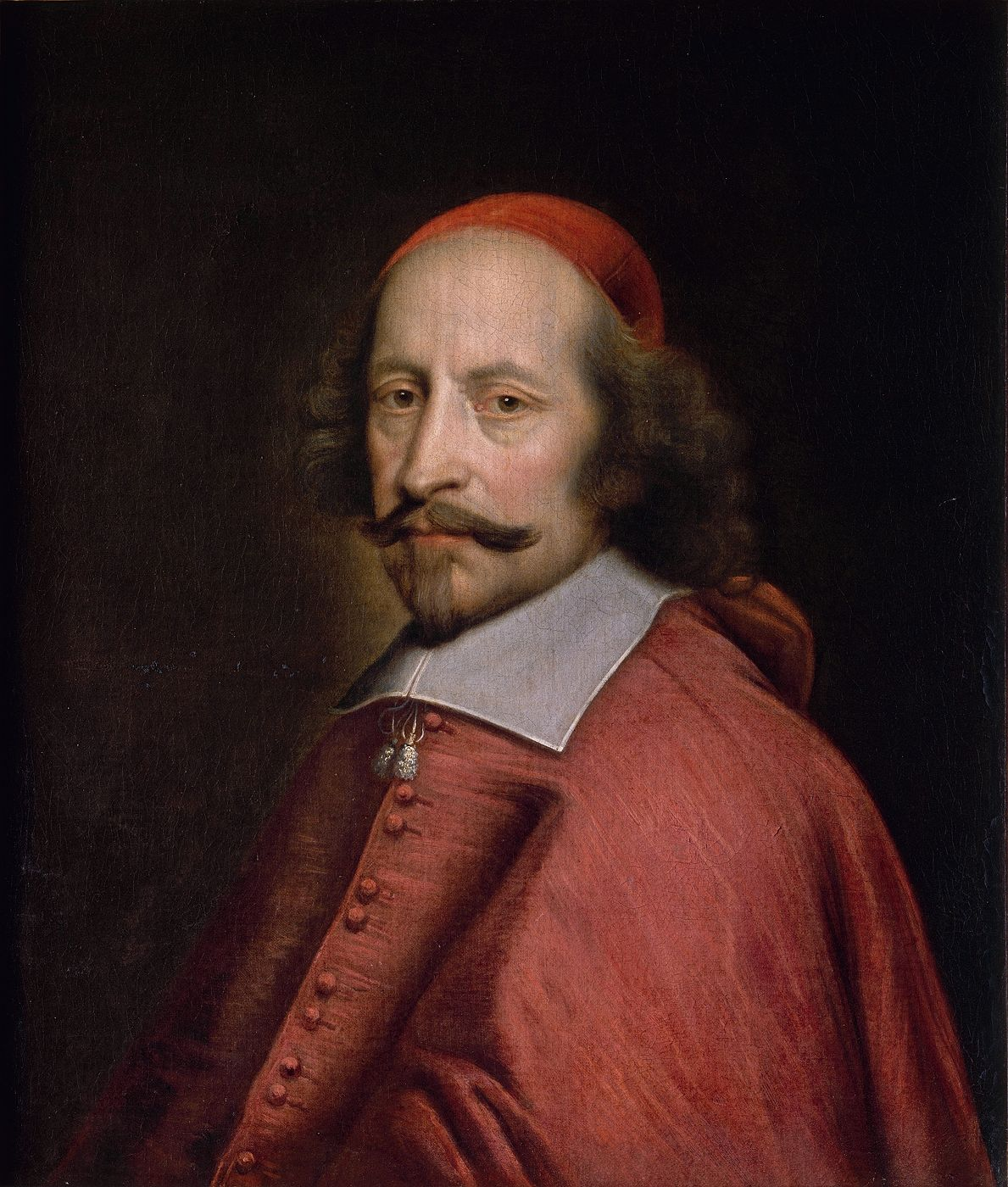
Julio Mazarino, cardenal y primer ministro de Francia.

Por las aulas de la Universidad de Alcalá han pasado algunos de los grandes nombres de la historia y la cultura españolas.

### Filólogos y escritores
- Antonio de Nebrija (1441-1522), profesor de Retórica y Gramática Latina.
- Juan de Vergara (1492-1557), humanista.
- San Juan de la Cruz (1542-1591), literato del Siglo de Oro.
- Mateo Alemán (1547-c. 1615), escritor, autor de la novela picaresca Guzmán de Alfarache.
- Lope de Vega (1562-1635), literato del Siglo de Oro.
- Tirso de Molina (1579-1648), literato del Siglo de Oro.
- Francisco de Quevedo (1580-1645), literato del Siglo de Oro.
- Pedro Calderón de la Barca (1600-1681), literato del Siglo de Oro.
- José Antonio Conde (1766-1820), arabista e historiador.

### Médicos, biólogos, filósofos y científicos
- Alonso García Matamoros (¿?-1572), retórico y humanista.
- Andrés Laguna (c. 1510-1559), médico humanista español, dedicado a la farmacología y a la botánica médica.
- Andrés Manuel del Río (1764-1849), químico y naturalista, descubridor del elemento químico vanadio.
- Blas Ortiz (1485-1552), humanista del Renacimiento.
- Diego de Argumosa (1792-1865), cirujano; fue el primero que utilizó la anestesia por inhalación con éter en España, en 1847.
- Diego Pérez de Mesa (1563-ca.1632), catedrático de matemáticas entre 1586-1595.
- Francisco Díaz de Alcalá (1527-1590), autor del primer tratado sobre urología.
- Francisco Vallés de Covarrubias (1524-1592), catedrático de Medicina y médico personal del rey Felipe II de España.
- Juan Caramuel y Lobkowitz (1606-1682), filósofo, lógico y lingüista español.
- Juan Ginés de Sepúlveda (1490-1573), humanista y filósofo del Renacimiento.
- Juan Huarte de San Juan (1529-1588), médico, filósofo y precursor de la psicología, con su Examen de ingenios para las Ciencias.
- Sebastián Izquierdo (1601-1681), lógico, matemático y filósofo español.

### Políticos y nobleza
- Alejandro Farnesio (1545–1592), militar y diplomático al servicio de la corona española.
- Antonio Pérez (1540-1611), secretario personal del rey Felipe II de España.
- Gaspar Melchor de Jovellanos (1740-1811), primer ministro de España, uno de los ideólogos de la Constitución de 1812.
- Juan de Austria (1545-1578), hijo del rey Carlos I de España.
- Julio Mazarino (1602-1661), cardenal de la Iglesia católica, y sucesor del Cardenal Richelieu, al frente del gobierno de Francia.
- Príncipe Carlos (1545-1568), hijo del rey Felipe II de España.

### Religiosos
- Alonso Deza (1530-1589) teólogo, jesuita y escritor.
- Ambrosio de Morales (1513-1591) humanista, historiador y arqueólogo.
- Beato Juan de Palafox y Mendoza (1600-1659) obispo en Puebla de los Ángeles (México) y en Osma; consejero del Consejo Real de Indias.
- Benito Arias Montano (1527-1598) teólogo, hebraísta y escritor políglota.
- Francisco Javier de Arriaza (1708-1761) primer obispo de la diócesis de Santander.
- Francisco López de Gómara (1511-1566) eclesiástico e historiador.
- Francisco Suárez (1548-1617) teólogo, jurista y filósofo.
- Fray Bartolomé de Carranza (1503-1576) teólogo y arzobispo de Toledo.
- Fray Diego Morcillo Rubio de Auñón (1642-1730) virrey del Perú, arzobispo de La Plata y de Lima, obispo de La Paz.
- Fray Domingo de Soto (1494-1560) dominico y teólogo, confesor del emperador Carlos V.
- Juan de Mariana (1536-1624) miembro de la Compañía de Jesús, historiador y filósofo.
- Melchor de Liñán y Cisneros (1629-1708) obispo de Santa Marta y de Popayán, gobernador y capitán general del Nuevo Reino de Granada y presidente de la Real Audiencia de Santafé de Bogotá, arzobispo de La Plata, de Lima y virrey del Perú.
- Pedro Ciruelo (1470-1548) matemático y teólogo español del siglo XVI.
- San Ignacio de Loyola (1491-1556) fundador, y primer general de la Compañía de Jesús.
- San Juan de Ávila (1500-1569) sacerdote y escritor ascético.
- Santo Tomás de Villanueva (1488-1555) arzobispo de Valencia (1544-1555), canonizado por Alejandro VII en 1658.
- Francisco Valero y Losa (1664-1720) fue arzobispo de Toledo. Estudió en el Colegio Menor de los Manchegos.
- Francisco de Mendoza y Bobadilla obispo de Coria y de Burgos y cardenal.

## Literatura
- Alberto García Lledó. La lección de anatomía. Alcalá de Henares: Universidad de Alcalá Servicio de Publicaciones; 2010. ISBN 978-84-8138-855-8